# 旱莲球针壳
旱莲球针壳（学名：Phyllactinia camptothecae）是属于白粉菌目白粉菌科球针壳属的一种真菌，寄生在旱莲上。该种分布于中国。